# Я — легенда
«Я — легенда» (англ. I Am Legend) — научно-фантастический роман американского писателя Ричарда Мэтисона, оказавший большое влияние на формирование в современной литературе образа вампиров, популяризации концепции всемирного апокалипсиса по причине пандемии и идеи описания вампиризма как заболевания. Роман, опубликованный в 1954 году, был достаточно успешен. По его мотивам сняты фильмы «Последний человек на Земле» (1964), «Человек Омега» (1971) и «Я — легенда» (2007). Кроме того, существует неофициальная экранизация — фильм «Я воин» (2007).
С 1970 года по настоящее время правами на книгу владеет Warner Bros.

## История создания
Идея романа появилась у Мэтисона во время просмотра фильма ужасов «Дракула»: «Если один вампир — это страшно, каково будет увидеть целый мир вампиров?» Название писатель выдумал сам, оно не является отсылкой к библейскому «Я — легион» из Евангелия от Марка.
В интервью 2004 года Мэтисон рассказал, что считает роман «Я — легенда» одним из наиболее удачных своих произведений.

## Сюжет

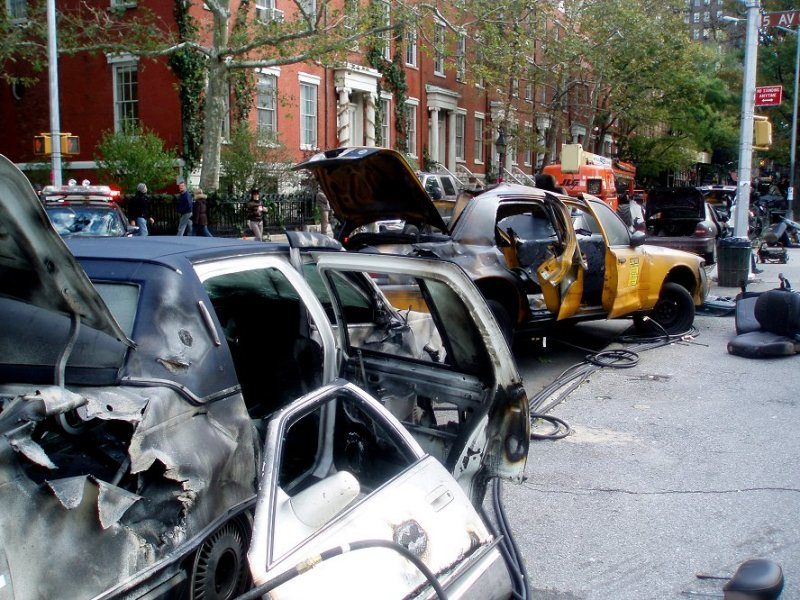
Дом Нэвилла в экранизации 2007 года

Январь 1976 года. Главный герой романа, Роберт Невилл (англ. Robert Neville) — единственный человек, не заразившийся болезнью, симптомы которой напоминают вампиризм. Он живёт в хорошо укреплённом доме в Лос-Анджелесе и днём обходит покинутые дома, убивая вампиров, которые ночами охотятся на него. Нэвилл страдает от воспоминаний по погибшей жене и дочери и навсегда ушедшему миру, что приводит его к депрессии и чрезмерному употреблению виски. Однажды он твёрдо решает найти лекарство, находит книги и необходимое оборудование и приступает к исследованиям. Он ловит бродячего пса, не заражённого инфекцией, но собака вскоре умирает.
Июнь 1978 года. Невилл средь бела дня встречает на улице женщину по имени Рут (Руфь) (англ. Ruth). Он рассказывает ей о том, как его жена превратилась в вампира, о своих наблюдениях за вампирами и о результатах своих исследований. Возбудитель вампиризма — бактерия, вступающая в симбиоз с клетками крови. Невилл считает, что избежал заражения из-за укуса летучей мыши во время его службы в Панаме, благодаря которому заразился вампиризмом в слабой форме. Он сильно болел, и его еле выходили. Летучую мышь, укусившую его, он убил.
Невилл и Рут проводят ночь вместе. Несмотря на возражения Рут, Невилл берёт у неё кровь для анализа, помещает образец под микроскоп и с ужасом видит, что кровь заражена бактерией. Рут оглушает Невилла и сбегает, оставив записку. Благодаря мутациям бактерий нескольким заражённым удалось сохранить разум и организовать общество, а также изобрести лекарство, которое позволяет им проводить некоторое время под светом солнца. Они постепенно очищают мир от «истинных» (неконтролируемых) вампиров. Невилл уничтожил нескольких из них, в том числе мужа Рут, вместе с другими вампирами. Новое общество боится и ненавидит Невилла так же, как люди в прошлом боялись и ненавидели вампиров. Рут отправили к Невиллу как разведчика. Она считает, что будет принято решение уничтожить выживших людей вместе с неконтролируемыми вампирами, и просит Невилла бежать в горы.
Январь 1979 года. Близ дома Невилла появляется сильный отряд нового общества. Бойцы хладнокровно и методично расправляются с неконтролируемыми вампирами, после чего вламываются в дом Нэвилла. Нэвилл не планировал сопротивляться, но, поняв, что вампиры не будут вступать с ним в переговоры, взялся за оружие. Пуля попадает ему в грудь. Невилл приходит в себя в тюрьме. Его навещает Рут. Она сообщает, что состоит в высшей касте нового общества, но, в отличие от других, не боится и не ненавидит Невилла. Рут хотела устроить ему побег, но он ранен, а толпа требует казни. Скорее всего, Нэвилл остался последним человеком на Земле. На прощание Рут оставляет Невиллу яд, намекнув, что, с одной стороны, она не желает, чтобы его казнили, с другой — не хочет, чтобы новое общество совершило старую ошибку и поддалось влиянию насилия, как ему когда-то поддался Невилл.
Невилл смотрит из окна камеры на лица вампиров: они искажены страхом и ненавистью. Герой понимает, что для них «он — чудовищный выродок… куда опаснее той инфекции, жить с которой они уже приспособились. Он был монстром, которого до сих пор никто не мог поймать, никто не мог увидеть. Доказательством его существования были лишь окровавленные трупы их близких и возлюбленных — он ощутил и понял, кем он был для них, и глядел на них без ненависти». Невилл осознаёт, что среди этих людей ему нет места — образовался новый мир, в котором он теперь всё равно что пережиток старого. Он принимает яд и, по мере его действия, приходит к выводу, что для этого нового мира он превратится в некое суеверие. Своего рода, он станет для них легендой.

## Экранизации
Ричард Мэтисон написал сценарий для фильма по своему роману ещё в 1950-х годах. Предполагалось, что фильм будет снят на британской студии Hammer, для чего писатель специально ездил в Великобританию, но сценарий не получил одобрения у цензоров . «Позднее они продали его одному парню из США, Роберту Липперту», — рассказывал Мэтисон. — «Я помню, как пришёл домой к Липперту и он сказал: „Мы собираемся заполучить режиссёра Фрица Ланга“. Я подумал: „О Боже, как замечательно!“ А потом мне позвонили и сказали: „Теперь у нас Сидни Салков“. И я подумал: „Да, вот это провал“».
Экранизация романа — «Последний человек на Земле» (англ. The Last Man on Earth) Сидни Салкова — вышла в 1964 году. Главную роль исполнил Винсент Прайс. Был использован сценарий Мэтисона, однако, из-за последующих изменений в сюжете автор попросил убрать своё имя из финальных титров, поэтому указан под псевдонимом «Логан Суонсон» (англ. Logan Swanson). Кроме того, писатель был недоволен режиссёрской работой и выбором актёра на главную роль. Тем не менее, на сегодняшний день именно этот фильм наиболее близко следует сюжету оригинала.
Фильм «Человек Омега» (1971) Мэтисон тоже воспринял отрицательно, заметив, что изменения в сюжете сделали его практически неузнаваемым. Место вампиров в фильме заняли фанатичные сектанты, мутировавшие после бактериологической войны. Роберт Нэвилл (Чарлтон Хестон) здоров, так как получил экспериментальную вакцину.
В конце 1990-х годов Ридли Скотту было предложено снять новую экранизацию, с Арнольдом Шварценеггером в роли Нэвилла. Сценарий был написан Марком Протосевичем. Позднее Скотт заменил Протосевича на собственного сценариста, Джона Логана, планируя создать смесь научно-фантастического боевика и триллера с трагической концовкой. Однако студия Warner Brothers была обеспокоена тем фактом, что фильм может оказаться недостаточно успешным коммерчески, поэтому вернула Протосевича в качестве сценариста. В итоге фильм так и не был снят из-за трудностей со сценарием, бюджетом (сценарий требовал слишком высоких финансовых затрат) и дизайном персонажей (по словам Ридли Скотта, вампиры получались слишком похожими на людей).
Экранизация 2007 года «Я — легенда» (англ. I Am Legend) с Уиллом Смитом в главной роли была создана по сценарию Марка Протосевича с изменениями Акивы Голдсмана. Сценарий был снова переписан, чтобы сделать фильм непохожим на предыдущие экранизации и другие фильмы про зомби. Действие было перемещено из Лос-Анджелеса в Манхэттен (Нью-Йорк). Арнольд Шварценеггер стал продюсером. Кроме значительных сюжетных отличий от оригинала, в фильме есть логические нестыковки, например, прекрасное состояние машин и флагов на улицах, хотя за 3 года по сюжету фильма, всё должно было покрыться грязью и полуразрушиться от времени; наличие двух типов иммунитета на один и тот же вирус (в воздухе и вирус, попавший в здоровый организм при физическом контакте с больным).

## Комиксы

### Серия комиксов «„Я — легенда“ Ричарда Мэтисона»
Серия комиксов под названием Richard Matheson’s I Am Legend («„Я — легенда“ Ричарда Мэтисона») была создана Стивом Найлсом и Элманом Брауном (Elman Brown). Она была опубликована в 1991 году издательством Eclipse Comics, а затем переиздана IDW Publishing. Сюжет комикса близко соответствует оригиналу: в комиксе нет зомби, но есть вампиры, которые разговаривают с Нэвиллом и зовут его к себе. Главный герой часто вспоминает прошлое, много курит и часто пьет. Дом у него обычный, а не бронированный. В финале, по комиксу, Нэвилла отправляется на битву с вампирами, но его побеждают и хоронят. Через некоторое время он просыпается и выясняется, что глобальное превращение людей в вампиров было скачком эволюции, а сам Невилл оказался единственным, кто не превращался. Все вампиры превращаются в людей. Эта серия состоит из 4-х выпусков.

### Серия веб-комиксов «Я — легенда: Пробуждение»
В преддверии выхода фильма «Я — легенда» 2007 года компанией Vertigo была выпущена бесплатная серия веб-комиксов, действие в которых происходит перед событиями фильма. Серия состоит из четырёх выпусков под общим названием «Я — легенда: Пробуждение» (англ. I Am Legend: Awakening). В ней рассказывается о судьбе нескольких выживших в те времена, когда вирус ещё не распространился на всю планету. Многие люди погибли, но пока остались выжившие — либо зараженные, либо обладающие иммунитетом.
1. Потеря голоса: История Итана (Losing Voice: Ethan’s Story). Сценарий — Стив Найлс, иллюстратор — Билл Сенкевич.[19] История мальчика по имени Итан, который вместе с родителями и младшим братом ехал в машине по автостраде. Во время прослушивания радио им не удается услышать новостей или прогноза погоды, а вещает только автоматическая система оповещения о чрезвычайной ситуации («Это не тест»). Из неё непонятно, нужно ли эвакуироваться из города или оставаться в своих домах. В конце дня ближе к закату появляются инфицированные, которые одного за другим уничтожают семью Итана, а сам Итан, едва убежав от инфицированных, оказывается спасённым военным патрулём на вертолёте.
2. Смерть в подарок (Death As A Gift). Сценарий — Дон Томас, иллюстратор — Джейсон Чан.[19] История состоит из трёх страниц. В ней рассказывается, как единственная выжившая жительница Гонконга, обладающая иммунитетом к вирусу, совершает самоубийство.
3. Изоляция (Isolation). Сценарий — Марк Протосевич, иллюстратор — Дэвид Леви[19]. Комикс оформлен как видеоролик.[20] Действие происходит в тюрьме штата Колорадо. Все эвакуированы, но начальник тюрьмы решает бросить одного из самых страшных преступников (террориста) в камере. Тот в конце концов сбегает, вооружившись и украв автомобиль, но по дороге он наталкивается на зомби, инфицированных вирусом. Преступник безуспешно старается скрыться от них в тюрьме.
4. Жертва нескольких ради большинства (Sacrificing the Few For the Many). Сценарий — Дон Томас, иллюстратор — Джейсон Чан.[19] Комикс также представляет собой видеоролик. Действие происходит в Центральной Америке в неназванном центре, лечат инфицированных вирусом людей. Внезапно объект подвергается нападению вооруженных солдат, которые убивают больных и ученых, а всё вокруг забрасывают гранатами. Выживают только спрятавшиеся неподалёку дети, мальчик и девочка. После ухода военных выяснятся, что девочка заражена (по комиксу, признаком этого являются кровавые слёзы).
5. Убежище (Shelter). Сценарий — Орсон Скотт Кард, иллюстратор — Эндрю Уэст.[21][22] Это комикс-видеоролик. Действие происходит в Нью-Дели (Индия). Девушка Ватсала и её семья готовятся укрыться в убежище на период вспышки эпидемии. Перед тем, как спрятаться в убежище, Ватсала, несмотря на возражения отца, выбегает из дома, чтобы встретиться со своим другом Притамом, который ждет её на крыше сломанного автобуса. После объятий, Притам уговаривает Ватсалу вернуться обратно в убежище и сказал, что будет ждать её. Вернувшись в дом и спустившись в подземный туннель, ведущий в убежище, Ватсала не может попасть в него, поскольку отец сменил код на двери и отказался впустить её, опасаясь, что девушка, возможно, заражена. Снаружи он оставил для неё запасы пищи и воды. Через 48 часов у Ватсалы проявляются признаки заражения, но она отказывается в это верить. В итоге девушка превращается в зомби и пытается попасть внутрь убежища. Неожиданно дверь открывается, и Ватсала видит вместо членов своей семьи монстров. Она набрасывается на них и убивает, после чего начинает поедать их останки, тем самым утоляя чувство голода. Вспомнив о Притаме, Ватсала выходит в опустевший город и идет к автобусу, где её ждет Притам, тоже превратившийся в зомби. Она говорит ему, что знает место, где они могут поесть и ведет его в убежище. Там они обнаруживают живым одного из братьев Ватсалы, который открыл ей дверь, и, таким образом, Ватсала, приняв членов своей семьи за монстров, расправилась с ними. Однако, Ватсала и Притам по-прежнему видят в брате монстра и убивают его.